# Ray Milland
Ray Milland (Neath (Wales), 3 januari 1907 - Torrance (Californië), 10 maart 1986) was een Welsh acteur en filmregisseur. Hij werkte hoofdzakelijk in de Verenigde Staten. Zijn filmcarrière liep van 1929 tot 1985.
Milland werd geboren als Reginald Truscott-Jones in Neath (Wales). Voordat hij acteur werd, diende hij in de Royal Household Cavalry. Op 30 september 1932 trouwde hij met Malvinia Warner. Tot zijn dood in 1986 was hij met haar getrouwd. Samen hadden ze een zoon, Daniël, en een geadopteerde dochter, genaamd Victoria.
Het hoogtepunt van zijn carrière vond plaats in 1946. Toen won hij een Academy Award voor Beste Acteur voor zijn rol als een alcoholverslaafde in de film The Lost Weekend (1945). Hij had ook wat succes als regisseur. Vanaf de jaren 50 was hij te zien in horror- en sciencefictionfilms met een beperkt budget. Hij was vaak te zien op de televisie, onder andere in interviewprogramma's. Hierin werd hij veel gevraagd door zijn grote algemene kennis en zijn gevatte antwoorden. In 1970 had hij een rol in Love Story, waarin hij te zien was zonder haarstukje. Milland schreef ook enkele korte verhalen.
In 1986 stierf Milland in Torrance (Californië) op een leeftijd van 81 jaar aan longkanker.

## Trivia
- Ray Milland had de allerkortste speech bij een Oscar-uitreiking ooit. Hij maakte slechts een buiging en verliet toen het podium.
- De populaire hardrockband Local H heeft ooit een liedje opgenomen, genaamd Ray Miland (verkeerd gespeld). Het nummer gaat over een persoon die onder invloed van alcohol is. Het nummer werd nooit officieel uitgebracht, maar het is wel te vinden op internet.

## Filmografie
- The Plaything (1929)
- The Lady from the Sea (1929)
- The Flying Scotsman (1929)
- Piccadilly (1929)
- The Informer (1929)
- Way for a Sailor (1930)
- Passion Flower (1930)
- The Bachelor Father (1931)
- Strangers May Kiss (1931)
- Just a Gigolo (1931)
- Son of India (1931)
- Bought (1931)
- Ambassador Bill (1931)
- Blonde Crazy (1931)
- The Man Who Played God (1932)
- Polly of the Circus (1932)
- But the Flesh Is Weak (1932)
- Payment Deferred (1932)
- This Is the Life (1933)
- Orders Is Orders (1933)
- Bolero (1934)
- We're Not Dressing (1934)
- Many Happy Returns (1934)
- Charlie Chan in London (1934)
- Menace (1934)
- The Gilded Lily (1935)
- One Hour Late (1935)
- Four Hours to Kill! (1935)
- Alias Mary Dow (1935)
- The Glass Key (1935)
- Three Smart Girls (1936)
- Next Time We Love (1936)
- The Return of Sophie Lang (1936)
- The Big Broadcast of 1937 (1936)
- The Jungle Princess (1936)
- Bulldog Drummond Escapes (1937)
- Wings Over Honolulu (1937)
- Easy Living (1937)
- Ebb Tide (1937)
- Wise Girl (1937)
- Her Jungle Love (1938)
- Tropic Holiday (1938)
- Men with Wings (1938)
- Say It in French (1938)
- Hotel Imperial (1939)
- Beau Geste (1939)
- Everything Happens at Night (1939)
- French Without Tears (1940)
- Irene (1940)
- The Doctor Takes a Wife (1940)
- Arise, My Love (1940)
- Untamed (1940)
- I Wanted Wings (1941)
- Skylark (1941)
- The Lady Has Plans (1942)
- Reap the Wild Wind (1942)
- Are Husbands Necessary? (1942)
- The Major and the Minor (1942)
- Star Spangled Rhythm (1942)
- Forever and a Day (1943)
- The Crystal Ball (1943)
- Lady in the Dark (1944)
- The Uninvited (1944)
- Till We Meet Again (1944)
- Ministry of Fear (1944)
- Kitty (1945)
- The Lost Weekend (1945)
- The Well-Groomed Bride (1946)
- California (1947)
- The Imperfect Lady (1947)
- The Trouble with Women (1947)
- Golden Earrings (1947)
- Variety Girl (1947) (Cameo)
- The Big Clock (1948)
- So Evil My Love (1948)
- Sealed Verdict (1948)
- Miss Tatlock's Millions (1948) (Cameo)
- Alias Nick Beal (1949)
- It Happens Every Spring (1949)
- A Woman of Distinction (1950)
- A Life of Her Own (1950)
- Copper Canyon (1950)
- Close to My Heart (1951)
- Circle of Danger (1951)
- Night Into Morning (1951)
- Rhubarb (1951)
- Bugles in the Afternoon (1952)
- Something to Live For (1952)
- The Thief (1952)
- Jamaica Run (1953)
- Let's Do It Again (1953)
- Dial M for Murder (1954)
- The Girl in the Red Velvet Swing (1955)
- A Man Alone (1955) (werkte ook mee als regisseur)
- High Flight (1956)
- Lisbon (1956) (werkte ook mee als regisseur en associate producer)
- Three Brave Men (1956)
- The River's Edge (1957)
- The Safecracker (1958)
- The Premature Burial (1962)
- Panic in Year Zero! (1962) (also director)
- X: The Man with the X-ray Eyes (1963)
- The Confession (1964)
- Red Roses for the Fuhrer (1968)
- Hostile Witness (1968)
- Love Story (1970)
- Columbo: Death Lends a Hand (1971)
- Columbo: The Greenhouse Jungle (1972)
- Embassy (1972)
- The Big Game (1972)
- Frogs (1972)
- The Thing with Two Heads (1972)
- The Student Connection (1973)
- The House in Nightmare Park (1973)
- Terror in the Wax Museum (1973)
- Gold (1974)
- Escape to Witch Mountain (1975)
- The Million Dollar Fire (1976)
- The Swiss Conspiracy (1976)
- Aces High (1976)
- The Last Tycoon (1976)
- The Girl in Yellow Pajamas (1977)
- The Uncanny (1977)
- Battlestar Galactica (1978)
- Slavers (1978)
- Blackout (1978)
- Oliver's Story (1978)
- A Game for Vultures (1979)
- Survival Run (1980)
- The Attic (1980)
- The Sea Serpent (1984)